# 김지유 (아나운서)
김지유(1994년 ~ )는 대한민국의 아나운서이다.

## 경력
- 숙명여대 회화과졸
- OBS경인TV 아나운서 (2023년 2월 ~ )

## 방송

### 라디오
- OBS 라디오 뮤직 EXPRESS
- OBS 라디오 OBS 뉴스